# Габровска Ремкеанска школа
„Габровска Ремкеанска школа“, известна още с имената Философско-математично общество „Проф. Димитър Михалчев“ и „Философско-математично общество – Габрово“, е бивше научно дружество в Габрово.

## Създаване
Основана на 1 май 1919 г. По настояване на проф. Михалчев развива дейност под името „Философско-математично общество – Габрово“. Негов основател и председател е Стефан Станчев – директор на Априловската гимназия. Дружеството е имало 2 печата и устав.
Замисленото от Стефан Станчев списание се превръща във „Философска библиотека“ под редакцията на проф. Димитър Михалчев. От тази библиотека са отпечатани 2 книги: „Душата на човека“ от Йоханес Ремке и „Метод и принципи на обучение“ от Христо Енев Николов. Взето е решение да се издава отделен сборник „Модерни въпроси в сегашната философска литература“.

## Същност
Обществото застава на философските позиции на ремкеанство, представено в България по това време от проф. Михалчев.
Паричен покровител на дружеството е Христо Лулев. През 1912 г. той построява водна електроинсталация край с. Фердинандово. Благодарение финансовата подкрепа на Христо Лулев, философско-математичното общество успява за първи път да издаде на български език книгата на Йоханес Ремке „Душата на човека“.
Обществото е било подкрепяно лично от Министъра на Народното просвещение.
На 20 септември 1924 г. настоятелството на Философско-математичното общество избира ново ръководство. Старото ръководство (в състав: Стефан Димитров – председател, и членове Марина Вуцова, Кръстю Щилянав, Георги Дундалов и Ботю Бончев) е заменено от ново ръководство, представлявано от: Иван Добрев Калпазанов (Иван Калпазанов-младши), подпредседател Ст. Бенев, секретар Кръстю Щилянов, касиер Михаил Димитров, съветник Кина Доскова.
В Габрово са провеждани народни четения на теми от разни области на науката, провеждани най-често в салона на библиотеката и читалището „Априлов – Палаузов“. За лектори са били канени известните проф. Димитър Михалчев, проф. Димитър Мишайков, Атанас Илиев, Никола Илиев, Стефан Консулов, Асен Златаров, Цеко Торбов. Някои от тези сказки били стенографирани от Боянка Проданова и Петко Вълев, и публикувани във вестник „Известия“.
Габровското общество било поканено за член на Ремкеанското общество в Германия. Председателят Стефан Станчев бил индивидуален член на немското общество. Сред най-изявените членове на обществото е д-р Ботю Шанов.
В личния фонд на Стефан Станчев се съхраняват писма до него от видни дейци на науката – д-р Асен Хаджиев, Атанас Димитров, проф. д-р Асен Златаров, Стоян Омарчевски, както и писмата на видния габровец д-р Петър Цончев.
Проф. Михалчев е откривател на Иван Гюзелев. Неговите наследници (драматичната актриса Донка Гюзелева, Кръстьо Сарафов и внукът Иван Момчилов) са предали кореспонденция между професора и техния баща за съхранение в Национален музей на образованието в Габрово. В броя от 24 юни 1944 г. на вестник „Балкански екъ“ проф. Михалчев публикува статията „Философията на Иван Гюзелев“.